# San Felice in Piazza
A San Felice in Piazza firenzei templom az azonos nevű téren. Valószínűleg még a 13. században alapították, majd 1457-ben átépítették Michelozzo tervei szerint. Belső tere a cinquecento alatt készült. Az egyik oltár Pietàt ábrázoló festményét Niccolò Gerini készítette, egy másik oltár Madonnáját Ridolfo Ghirlandaio. Egy harmadik oltáron Neri di Bicci triptichonja van elhelyezve, a szerzetesek karzatánál egy feszület látható, ami még Giotto műhelyében készült.